# تمزق الوتر

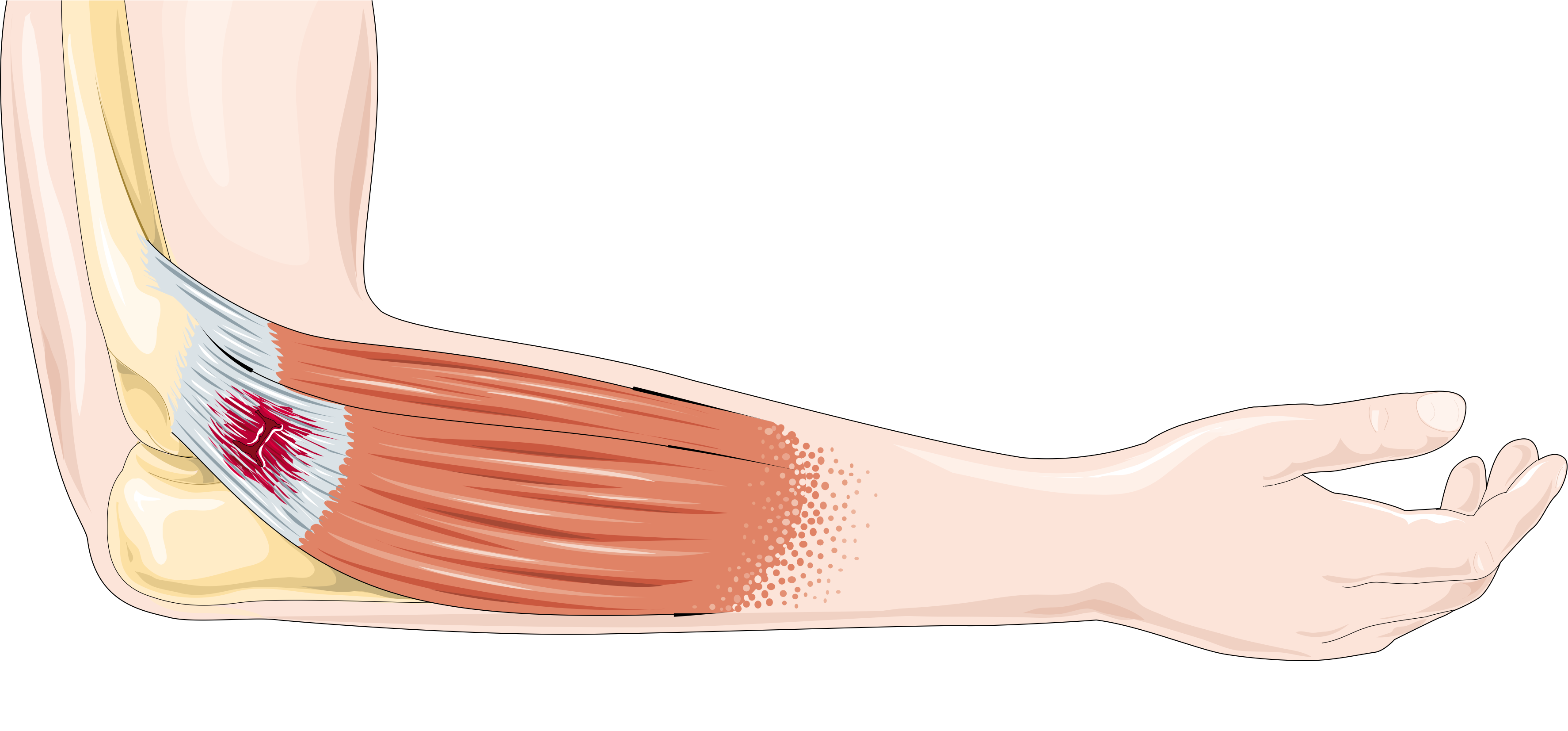
تمزق الوتر

تمزق الوتر هو حالة التي ينفصل فيها الوتر بشكل كامل أو جزئي من الأنسجة التي يلتصق بها.
من أمثلة ذلك:
- تمزق وتر أخيل
- تمزق وتر العضلة ذات الرأسين
- إصابة الرباط الصليبي الأمامي
- تمزق العضلة الفخذية ذات الرأسين وتمزق العضلة رباعية الرؤوس
- تمزق أربطة الركبة المتصالبة
- تمزق وتر الرضفة